# مسجد الإمام الطيب
مسجد الإمام الطيب، يقع في مدينة أبو ظبي، عاصمة دولة الإمارات العربية المتحدة. سمي المسجد على اسم شيخ الأزهر أحمد الطيب. إنه جزء من مجمع بيت العائلة الإبراهيمية الأكبر.

## وصف المسجد
ويتميز المسجد من الخارج بوجود سبعة أقواس تعكس أهمية الرقم سبعة في الإسلام. يتميز الجزء الداخلي للمسجد بتسعة أقبية صاعدة، ترتفع كل منها لتشكل قبوًا شراعيًا في قمتها. ويتضمن تصميم المسجد تصميمات هندسية إسلامية في جميع أنحاء المبنى، مع شاشة مشربية مكونة من أكثر من 470 لوحة قابلة للتشغيل، تعمل على تنظيم الضوء والهواء مع الحفاظ على خصوصية من بداخلها.
الجزء الداخلي للمسجد مغطى بالسجاد باللون الرمادي، مع وجود ميكروفونين أسفل الأرض وواحد فوق المنبر، حيث يقف الإمام لصلاة الجمعة. تفصل الجدران المتحركة بين أقسام الرجال والنساء. المسجد متوجه نحو مكة، ويحتوي على رفوف للقرآن الكريم.

## تاريخ
اعلن عن فكرة بيت العائلة الإبراهيمية الذي يضم مسجد الإمام الطيب، في 5 فبراير 2019، من قبل الشيخ عبد الله بن زايد آل نهيان وزير الخارجية والتعاون الدولي، خلال اجتماع اللجنة العليا للأخوة الإنسانية. الأخوة الإنسانية في مكتبة نيويورك العامة. الهدف من بيت العائلة الإبراهيمية هو تعزيز التفاهم بين الأديان والحوار بين الأديان المختلفة.
سمي المسجد باسم أحمد الطيب، الإمام الأكبر. ويُعرف الطيب بجهوده في تعزيز الحوار بين الأديان والتعايش السلمي بين الأديان المختلفة.
أقيمت صلاة الجمعة الافتتاحية في مسجد الإمام الطيب في 17 فبراير 2023، وهي المرة الأولى التي يتم فيها الترحيب بالمجتمع داخل أحد دور العبادة الثلاثة.

## أنظر أيضاً
- المجمع الإسلامي